# 布埃 (夏朗德省)
布埃（法語：Bouëx）是法国夏朗德省的一个市镇，属于昂古莱姆区。该市镇总面积15.64平方公里，2009年时的人口为892人。

## 人口
布埃人口变化图示